# Doom II
Doom II: Hell on Earth es un videojuego de disparos en primera persona desarrollado por ID  Software. Fue lanzado para MS-DOS en 1994 y Macintosh 1995. A diferencia del Doom original, que inicialmente solo estaba disponible a través de shareware y pedidos por correo, Doom II se vendió en las tiendas.
El juego es la continuación directa del título Doom, también realizado por ID software. Aquí, la acción no se lleva a cabo en las lunas de Marte Fobos y Deimos, sino en el planeta Tierra invadido por criaturas del infierno debido a la apertura de un portal interdimensional; de ahí el subtítulo del juego, Hell on Earth. 
El juego contaba con 30 niveles más dos secretos, ambos eran recreaciones de niveles del videojuego Wolfenstein 3D, creado también por ID Software en 1992, pero estas recreaciones incluían los enemigos propios de Doom además de los clásicos soldados de Wolfenstein 3D. Para superar el nivel 32 era necesario eliminar a cuatro Commander Keen, personaje protagonista de la saga homónima de juegos de plataformas 2D creada por ID Software.
El 4 de agosto de 2007, Doom II fue puesto a la venta a través de la plataforma de distribución digital de videojuegos Steam, junto con una colección de otros títulos clásicos de ID Software.

## Diferencias entreDoomyDoom II
Doom II es diferente en cuanto al primer Doom por pocas cosas tales como la introducción de una nueva arma, la Super Shotgun, que es la escopeta de 2 cañones; la de un nuevo ítem, el Megasphere, que aumenta salud y armadura hasta el 200%; y la de nuevos enemigos como el Elementar del Dolor, Renacido, Mancubus, Caballero del Infierno, Arch-Vile, Tipo de Armas Pesadas y el Aracnotrón. Y en cuanto a la historia, Doom II sitúa la acción en un planeta Tierra devastado por los demonios y los espíritus malignos, a diferencia de Doom, cuya acción se situaba en los dos satélites marcianos, Fobos y Deimos, y en el infierno.
Otra diferencia es que el juego en vez de estar dividido en distintos episodios de nueve niveles, está constituido por 30 niveles consecutivos y 2 secretos.

## Enemigos del juego

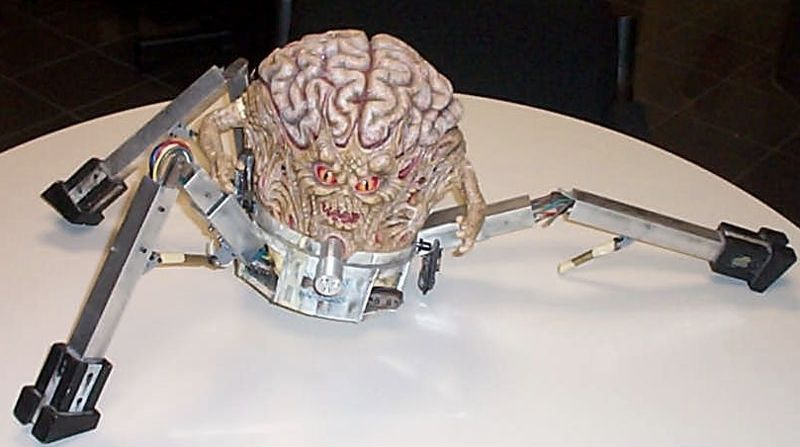
Modelo en látex del Spider Mastermind

- Zombi/Antiguo Soldado Humano - Zombieman/Former Human Soldier: Es el primer enemigo que se verá en el juego (primer nivel, «Entryway») y representa a un soldado humano convertido en un zombi poseído por espíritus malignos. Es el enemigo más débil por su escasa resistencia y su arma es la más básica del juego: la pistola.

- Tipo con Escopeta/Antiguo Sargento Humano - Shotgun Guy/Shotgunner/Former Human Sergeant: Comparte las mismas características que Zombieman: es un soldado humano poseído, sin embargo es más peligroso en el ataque debido a que va armado con una escopeta. Aparece por primera vez en Doom 2 en el segundo nivel, «Underhalls», y su presencia es constante a lo largo de casi todos los niveles. Al morir libera una escopeta.

- Tipo de Armas Pesadas/Antiguo Comando Humano - Heavy Weapon Dude/Chaingun Guy/Chaingunner/Former Human Command: Es el tercer y último soldado humano poseído en el juego. Posee una ametralladora tipo minigun consigo y una armadura especial, cosa que lo hace más resistente y su ataque inflige daño considerable al jugador. Aparece por primera vez en el tercer nivel , «The Gantlet» (salvo en dificultades inferiores, donde aparece por primera vez en el nivel 4, «The Focus»), y su presencia es común en gran parte de los niveles. Al morir libera la ametralladora.

- Diablillo - Imp: Esta criatura es la más fácil de vencer de todos los demonios no-zombi del juego. Ataca mediante bolas de fuego cuando se encuentra a larga distancia y utiliza sus garras en el cuerpo a cuerpo. Es habitual su aparición en grupos numerosos para aumentar su efectividad. Aparece por primera vez en el nivel 1, «Entryway».

- Demonio - Demon o «Pinky»: Este demonio de color rosa (de ahí su nombre) no posee ataque a distancia, pero produce gran daño cuerpo a cuerpo y se desplaza a mucha velocidad. Su resistencia es alta y, al igual que el Imp, aparece generalmente en grupos de dos o más. También se le puede encontrar solo en pasillos cerrados, donde es difícil evitar su ataque. Lo que se debe usar para causarle más daño es la escopeta. Aparece por primera vez en el nivel 2, «Underhalls», pero en dificultades inferiores aparece por primera vez en el nivel 3, «The Gantlet».

- Espectro - Spectre: Es casi idéntico al 'Pinky', con la diferencia de que este es casi invisible, por lo que causará muchas dificultades al jugador, sobre todo en entornos oscuros. Aparece por primera vez en el nivel 3, «The Gantlet».

- Alma Perdida - Lost Soul: Este demonio se presenta únicamente en grupos. Su apariencia es la de un cráneo con cuernos que se desplaza mediante el vuelo y ataca embistiendo al jugador. Su resistencia no es proporcional a su reducido tamaño pues se requieren mínimo dos disparos de escopeta para acabar con él. Su primera aparición es en el quinto nivel, «The Waste Tunnels».

- Cacodemonio - Cacodemon: Es uno de los enemigos más representativos del juego. Es resistente y ataca lanzando bolas azules de energía. Puede aparecer solo o acompañado. Su primera aparición es en el nivel 5, «The Waste Tunnels», donde aparecen unidades al final del mapa, una en dificultad fácil, dos en dificultad media, y tres en dificultad difícil.

- Caballero del Infierno - Hell Knight: Es un macho cabrío humanoide de color café claro del cual la cantidad grupal también varía. Ataca lanzando bolas de plasma verde difíciles de esquivar debido a su velocidad. Generalmente este enemigo requiere el uso de armas potentes para ser eliminado. Su primera aparición es en el nivel 6, «The Crusher», excepto en las dificultades superiores donde aparece por primera vez en el nivel 5, «The Waste Tunnels».

- Barón del Infierno - Baron of Hell: Es una versión más poderosa del Hell Knight, con las mismas características de ataque pero con una resistencia notablemente más elevada, también usa un potente ataque cuerpo a cuerpo que causa grandes daños. Físicamente se diferencia del Hell Knight al poseer un tono de piel rojizo. Su primera aparición es en el nivel 8, «Tricks and Traps».

- Aracnotrón - Arachnotron: Su apariencia es la de un cerebro sobre un cuerpo mecánico de cuatro patas que en conjunto recuerda a una araña, de ahí su nombre. Su resistencia es alta y su ataque consiste en bolas de plasma idénticas a las emitidas por la Plasma Gun (Pistola de plasma) pero de color verde. Es común encontrarla andando en grupos de dos y argumentalmente, se sugiere que fue creada para capitanear pequeños grupos de monstruos, tal como su versión de gran tamaño, la Spider Mastermind, que controla a hordas de demonios muy numerosas. Aparece por primera vez en el nivel 7, «Dead simple».

- Elementar del Dolor - Pain Elemental: Es estéticamente muy parecido al Cacodemon, una esfera voladora de un solo ojo. Sin embargo tiene un ataque muy particular, pues se defiende lanzando Lost Souls por la boca y resguardándose tras ellos. Para hacerle frente, lo mejor es atacar al mismo Pain Elemental antes que a sus Lost Souls, pues este enemigo puede emitir nuevos monstruos ilimitadamente mientras siga vivo. Cuando se le derrota, el Pain Elemental deja tras de sí 2 o 3 nuevos Lost Souls. Aparece por primera vez en el octavo nivel, «Tricks and Traps».

- Renacido - Revenant: Es un demonio con la apariencia de un esqueleto que está equipado con una armadura pesada apoyada por dos cañones. Posee dos formas de ataque: por una parte dispara misiles a larga y media distancia de los cuales algunos persiguen al objetivo y por otra utiliza los puños cuerpo a cuerpo. Su resistencia es notablemente elevada. Aparece por primera vez en el sexto nivel, «The Crusher».

- Mancubus: El aspecto de este enemigo es el de un enorme y pesado ser antropomorfo que se mueve con dificultad y carga con dos grandes cañones en cada brazo. Sus armas lanzan misiles con una alta cadencia de disparo. Las apariciones en grupo de este monstruo varían, pero se los encuentra muy a menudo acompañados de otros tipos de enemigos. Su nombre proviene de la unión del inglés man (hombre) con el latín incubus y argumentalmente, se sugiere que este demonio es resultado de la unión entre un Íncubo y un Súcubo. Aparece por primera vez en el nivel 7, «Dead Simple».

- Arch-Vile: Su aspecto es el de un ser humanoide de apariencia frágil, pero realmente es un enemigo muy rápido, de resistencia alta y de un ataque muy peculiar: se defiende usando una especie de conjuro que envuelve al jugador en llamas y lo hace explotar en el aire; el daño que provoca es muy elevado y en algunas ocasiones puede matar en un único ataque, no obstante esto se puede evitar apartándose de su campo visual. Es muy recomendable hacerle frente a este enemigo mediante las armas más potentes. Otra habilidad que posee es la de resucitar a los demonios muertos que se encuentran a su alrededor mediante otro conjuro. Todo ello hace al Arch-Vile un enemigo muy desafiante y su presencia a lo largo de los niveles es bastante moderada. Aparece por primera vez en el nivel 11, «Circle of Death».

- Mente-Maestra Arácnida - Spider Mastermind/Spiderdemon: Es el segundo demonio más fuerte del juego y consiste en un enorme cerebro con rostro, montado sobre un cuerpo mecánico de cuatro patas. Es el demonio comandante de las arachnotrons, por lo que en muchas ocasiones se le encontrará acompañado por ellas. Este demonio posee una resistencia increíble y se defiende con una ametralladora gigante en la parte central de su maquinaria, provoca grandes daños al jugador pues una vez que este demonio empieza a disparar no se detiene hasta matar su objetivo a menos que este consiga ocultarse o le dispare varias veces seguidas. Aparece por primera vez en el nivel 20, «Gotcha!», sin embargo, en las dificultades superiores, aparece por primera vez en el nivel 6, «The Crusher».

- Ciberdemonio - Cyberdemon: Es el enemigo principal y el más fuerte de todos. Su resistencia es incluso mayor que la de Spider Mastermind y su ataque es mucho más devastador. Su arma consiste en un lanzacohetes que lanza ráfagas de tres cohetes, usa el mismo tipo de munición que el lanzacohetes del jugador, por ello, un solo impacto basta casi siempre para acabar con el enemigo. Su apariencia es la de un macho cabrío gigante con implantes cibernéticos (de ahí su nombre). Al ser un macho cabrío se le puede encontrar acompañado de subordinados como los Barons of Hell o Hell Knights. Aparece por primera vez en el nivel 8, «Tricks and Traps».

- Icon of Sin: Es el jefe final del juego. Este se encuentra únicamente en el último nivel del juego (el nivel 30, homónimo), consiste en una enorme cabeza de cabra acoplada a una pared. Su ataque consiste en lanzar monstruos desde una abertura en su cráneo. Los monstruos son lanzados en una especie de cubo con calaveras en sus aristas, los cuales, al hacer contacto con algo, liberan al monstruo. Estos cubos también podrían ser considerados un ataque, ya que si impactan al jugador, lo matarán instantáneamente, aunque tenga activado el modo dios. Para eliminarlo, el jugador debe emplear el lanzacohetes y disparar al orificio de la gran cabeza haciendo uso de una plataforma levadiza. El Icon of Sin no es técnicamente un enemigo ya que consiste simplemente en textura inmóvil sobre la pared. No obstante, el Icon of Sin se compone también de una unidad sprite como los enemigos verdaderos, la cual se encuentra oculta y es la responsable tanto de lanzar el ataque como de recibir el daño que le permite ser derrotada por el jugador. El jugador puede acceder a dicha unidad sprite al activar el código para traspasar paredes, el cual se activa tecleando las letras IDCLIP, con lo cual se puede ver que el enemigo real consiste en la cabeza empalada de John Romero, uno de los principales responsables del juego. Ese secreto es considerado un huevo de Pascua al igual que el sonido que emite el monstruo al empezar el combate, que es ni más ni menos que un mensaje con el audio invertido que dice «To win the game you must kill me, John Romero» («Para ganar el juego, debes matarme a mí, John Romero»).

- Nazi: Son los soldados azules de la SS que aparecen originalmente en Wolfenstein 3D, armados con un MP40. Aparecen únicamente en los dos niveles secretos y lanzan su voz clásica de «schutzstaffel!» al ver al jugador. Al morir dejan un cargador de balas. Se les puede ubicar en los niveles 31 «Wolfenstein» y en el nivel 32 «Grosse». Estos niveles, junto con los enemigos nazis, no aparecen en la versión alemana.

## Versiones deDoompara videoconsolas
- Super Nintendo Entertainment System, 1995 Publicado por Williams Entertainment Inc.
- PlayStation, 1995 Publicado por Williams Entertainment Inc.
- Nintendo 64, 1997 Publicado por Midway.
- Sega Saturn, (1997) Publicado por Williams Entertainment Inc.
- Game Boy Advance, (2001) Publicado por Activision.
- Xbox, (2004) Publicado por ID Software y llamado Doom 3.
- Xbox, (2005) Publicado por Nerve Software y llamado Doom 3: La Resurrección del Mal.
- Xbox 360 Live Arcade, 2006, DOOM publicado por ID Software.
- Xbox 360 Live Arcade, 2010, DOOM 2 publicado por ID Software.
- Nintendo Switch, 2019 Publicado por Bethesda.
- Android, 2019 Publicado por Bethesda.
- iOS, 2019 Publicado por Bethesda.

| Predecesor: Doom | Doom II | Sucesor: Doom 64 |